# Gustavus Hesselius

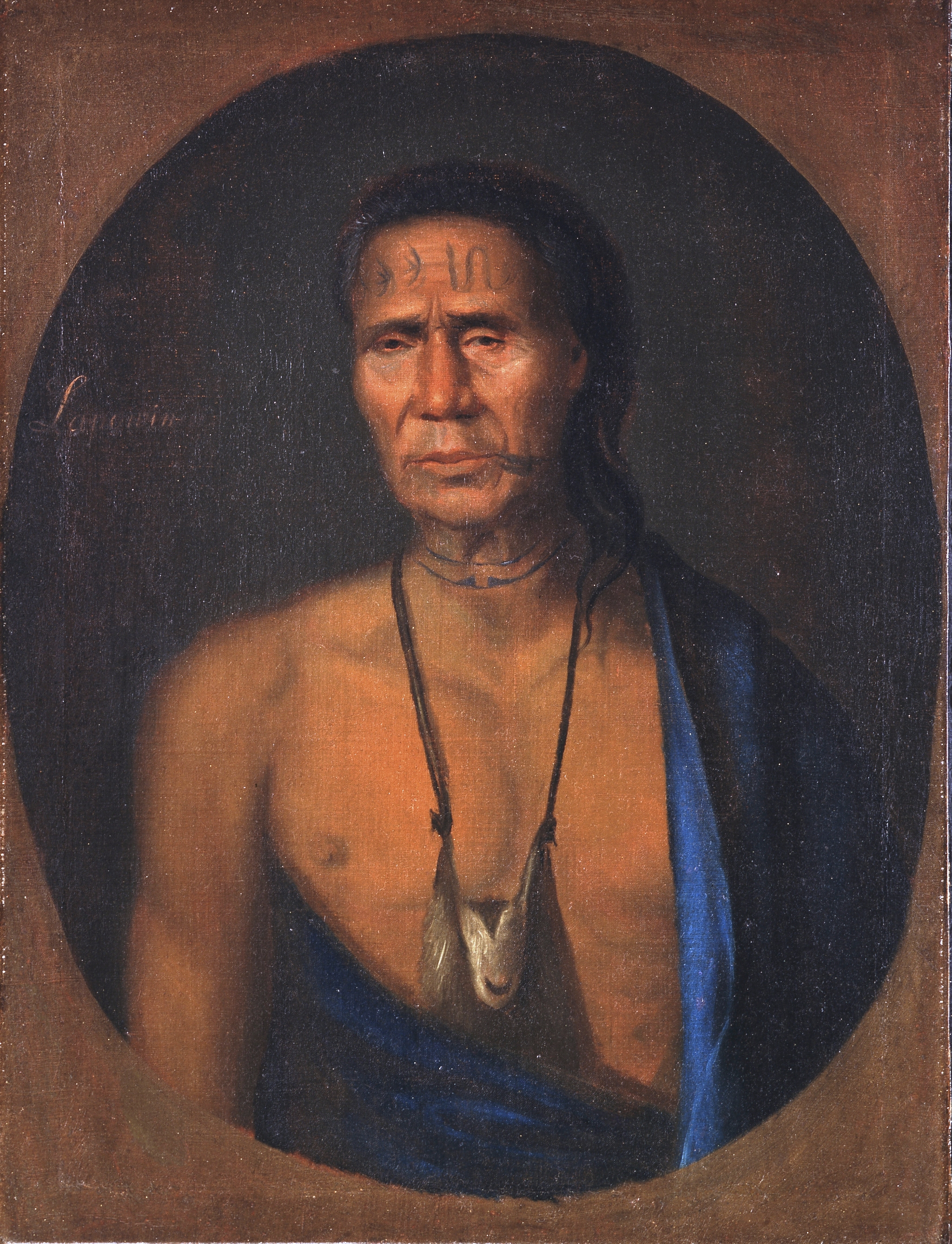
Gustavus Hesselius: Lapowinsa, Atwater Kent Collection. – Dieses Porträt des Lenape-Häuptlings Lapowinsa malte Gustavus Hesselius im Jahr 1735. Er war einer der Unterzeichner des berüchtigten Walking Purchase von 1735 und versuchte in den folgenden zwanzig Jahren gemeinsam mit anderen Lenape-Häuptlingen, den Vertrag für ungültig erklären zu lassen – ohne Erfolg.

Gustavus Hesselius (* 1682 in Folkärna, Dalarna, Schweden; † 25. Mai 1755 in Philadelphia, Pennsylvania, USA) war ein schwedisch-amerikanischer Maler und Orgelbauer. Er gilt als einer der ersten professionellen Porträt- und Kirchenmaler in den britischen Kolonien Nordamerikas.

## Leben
Gustavus Hesselius wurde 1682 in der schwedischen Pfarrei Folkärna in der Region Dalarna geboren. Er war der Sohn von Andreas Olai Hesselius, dem Pfarrer von Folkärna, und Maria Bergia, die mit Emanuel Swedenborg verwandt war. Er erhielt eine künstlerische Ausbildung in Schweden und vermutlich auch in England. Im Jahr 1711 wanderte er zusammen mit seinem älteren Bruder Andreas Hesselius nach Wilmington in Delaware aus. Andreas wurde dort lutherischer Pfarrer. Bis 1717 lebte Gustavus Hesselius in Delaware, anschließend zog er nach Philadelphia, wo er bis 1721 blieb. 1721 ließ er sich in Prince George’s County, Maryland, nieder und begann dort seine Tätigkeit als Porträtmaler. Im selben Jahr erhielt er den ersten öffentlichen Kunstauftrag in den Kolonien: das Gemälde The Last Supper. Um 1735 kehrte er nach Philadelphia zurück, wo er den Rest seines Lebens verbrachte.
Neben der Malerei betätigte er sich als Orgelbauer und baute 1746 eine Orgel für die mährische Kirche in Bethlehem, Pennsylvania. Ab dieser Zeit konzentrierte er sich zunehmend auf den Orgelbau und überließ die Malaufträge seinem Sohn John Hesselius. Er war Mitglied der Gloria-Dei-Gemeinde (auch „Old Swedes’ Church“ genannt) in Philadelphia, wo er auch begraben wurde. Laut Aufzeichnungen starb er am 23. Mai 1755 und wurde zwei Tage später begraben.

## Werk
Gustavus Hesselius gilt als der bedeutendste Künstler der mittleren Atlantik-Kolonien in der ersten Hälfte des 18. Jahrhunderts. Er schuf Porträts sowie religiöse und dekorative Kunstwerke. Er war der früheste bekannte Maler klassischer Mythenthemen in Nordamerika. Mit dem im Oktober 1721 für die St. Barnabas Church in Maryland gemalten The Last Supper schuf er zudem das erste öffentliche religiöse Gemälde. Hesselius war außerdem der früheste bekannte Maler klassischer Mythenthemen in Nordamerika.
Zwischen 1735 und 1740 malte er die Brustbildporträts der Delaware-Indianerhäuptlinge Tishcohan und Lapowinsa. Diese Werke zählen zu den frühesten respektvollen und realistischen Darstellungen indigener Personen durch einen europäischen Künstler in den Kolonien. Stilistisch zeigen seine Porträts eine formale, jedoch nicht steife Haltung. In den frühen Werken wirkt die Anatomie etwas unbeholfen, die Oberflächen- und Stoffdarstellungen sind jedoch technisch versiert ausgeführt. Seine feinfühlige Darstellung erleichtert den Eindruck individueller Persönlichkeit, insbesondere bei den Porträts von Lapowinsa und Tishcohan. Ab etwa 1750 zog sich Hesselius offenbar aus dem Beruf des Malers zurück und überließ das Geschäft seinem Sohn John, während er sich dem Orgelbau widmete.